# ひまわり/待つわ'07
『ひまわり／待つわ'07』（ - ／まつわ'07）は、あみん通算5枚目のシングル。2007年6月20日発売。発売元はBMG JAPAN。

## 解説
1983年以降活動停止となっていたが、岡村が加藤を誘ったことがきっかけとなり2007年に活動が再開された。この両A面シングルが復帰第1作目となる。
初回生産盤はDVD付きで、「ひまわり」「待つわ'07」のミュージック・ビデオが収録されている。また、2007年7月25日発売のオリジナルアルバム『In the prime』（2007.7.25）に両曲とも収録された。

### ひまわり
「あみん」名義では、約25年ぶりの新曲となる楽曲。
2007年9月24日、フジテレビ系バラエティ『SMAP×SMAP 07秋の豪華延長戦スペシャル』に「あみん」として出演し、本楽曲を披露した。
2007年9月15日に渋谷公会堂（当時の名称は「渋谷C.C.Lemonホール」）で行われた24年ぶりのコンサート・ツアー「25th Anniversary Aming Concert Tour 2007 In the prime 〜ひまわり〜」 最終公演において岡村が、「撮影時に木村拓哉さんが、『ひまわり』は僕のストライク・ゾーンど真ん中の曲です、と言ってくださって嬉しかった」と撮影エピソードを披露した。ライヴの模様は同年12月19日にDVD化されたが、このMCは収録されていない。 

### 待つわ'07
「あみん」としての歌手デビュー曲であり、1982年のオリコン年間ヒットチャート売上第1位に輝いた、大ヒット・ソングのセルフカヴァー。1982年7月21日に発売されたオリジナル盤については「待つわ」を参照されたい。なお、1982年のオリジナル盤からキーが半音下げられている。
この曲は、今回の再レコーディングより前の2002年に、コンサートで特別披露されたことがある。岡村のソロ・デビュー20周年記念コンサートツアーの最終日（2002年9月6日）、渋谷公会堂公演に加藤晴子がスペシャル・ゲストとして登場したもので、およそ20年ぶりに生で「待つわ」と加藤がコーラスで参加したアニバーサリー・ソング「天晴な青空」が披露された。その模様は『Encore V 〜20th Anniversary Concert Tour, '02 DO MY BEST〜』としてDVD化されている。 
岡村ソロでのテレビ出演は滅多にないが、再始動後間もなくあみんとして2007年7月11日放送のNHK音楽番組 『SONGS』に出演。番組撮影時、番組プロデューサーから「是非、大晦日のNHK紅白歌合戦に出演していただきたい」と要請を受け、あみんサイドのスタッフも「（大晦日の）スケジュールは空いています」と前向きな返答をしたと、スポーツ新聞などで報道された。これにより、『第33回NHK紅白歌合戦』以来の出演が期待されていた。その後、12月4日に正式な番組出場者が発表され、あみんの第58回NHK紅白歌合戦出演が現実のものとなった。これは紅組では、第11回に出演して以来29年ぶりに第40回に出演した織井茂子や、第13回に出演して以来28年ぶりに第41回に出演した大津美子などに次ぐ、25年という長期ブランクを経ての再出演となっている。なお、2人以上のグループとしては最長記録（2007年現在）。 
2007年6月26日発売の週刊誌『女性自身』のインタビューで岡村は、「待つわ」について「最近になって、愛しく思えるようになった。」と語っている。

## 収録曲
1. ひまわり　　（5:05）
  - 作詞・作曲: 岡村孝子 、編曲: 萩田光雄、Ebako Jr.
2. 待つわ'07　　（4:28）
  - 作詞・作曲: 岡村孝子 、編曲: 萩田光雄、Ebako Jr.
3. ひまわり　インストゥルメンタル
4. 待つわ'07　インストゥルメンタル

## DVD（初回盤）
1. ひまわり　Music Video
2. 待つわ'07　Music Video

## 収録作品
- ひまわり
  - In the prime
- 待つわ'07
  - In the prime

## カバー
ひまわり
- 2009年、Snuffのダンカン・レッドモンズ （アルバム『Up And At 'Em』に収録）